# Catoptinae
De Catoptinae vormen een onderfamilie van vlinders uit de familie van de houtboorders (Cossidae). De wetenschappelijke naam van deze onderfamilie is voor het eerst gepubliceerd door Roman Viktorovitsj Jakovlev in 2009.
De onderfamilie omvat de volgende geslachten:
- Catopta Staudinger, 1899 - typegeslacht
- Chiangmaiana Kemal & Koçak, 2006